# War of Ages
War of Ages (pierwotnie znany jako Point Zero) – amerykański zespół grający chrześcijański metalcore.
Zagrał on ponad 250 koncertów w 2005 roku z takimi zespołami jak Bury Your Dead, The Acacia Strain, As I Lay Dying, Bloody Sunday czy Throwdown.

## Dyskografia
- War of Ages (2005)
- Pride of the Wicked (2006)
- Fire from the Tomb (2007)
- Arise & Conquer (2008)
- Eternal (2010)
- Return to Life (2012)
- Supreme Chaos (2014)
- Alpha (2017)
- Void (2019)